# Pyronia unipupillata
Pyronia unipupillata är en fjärilsart som beskrevs av Pionneau 1937. Pyronia unipupillata ingår i släktet Pyronia och familjen praktfjärilar. Inga underarter finns listade.